# Sciapus lamellatus
Sciapus lamellatus är en tvåvingeart som beskrevs av Octave Parent 1935. Sciapus lamellatus ingår i släktet Sciapus och familjen styltflugor. Inga underarter finns listade i Catalogue of Life.